# Софонєво
Софонєво (рос. Софоньево) — присілок в Кімрському районі Тверської області Російської Федерації.
Населення становить 12 осіб. Входить до складу муніципального утворення Биковське сільське поселення.

## Історія
Від 2005 року входить до складу муніципального утворення Биковське сільське поселення.

## Населення
| 2008 | 2010 |
| ---- | ---- |
| 22   | ↘12  |